# Aquaman: Battle for Atlantis
Aquaman: Battle for Atlantis è un videogioco d'avventura dinamica basato sul personaggio Aquaman della DC Comics (e di preciso sull'incarnazione ideata da Peter David). È stato sviluppato dalla Lucky Chicken Studios e pubblicato dalla TDK Mediactive nel solo continente americano il 23 luglio 2003 per Nintendo GameCube e una settimana dopo per Xbox.

## Trama
Black Manta, la nemesi di Aquaman, fa il suo ritorno dopo una lunga assenza nella quale era stato creduto morto, accompagnato da orde di guerrieri allo scopo di portare terrore e distruzione nel regno di Atlantide. Aquaman è quindi costretto a scendere in campo per fermare Black Manta e salvare il suo popolo e il suo regno, ignaro però che un altro nemico, ancora più potente, tenterà di prendere il trono di Atlantide per sé.

## Modalità di gioco
La storia del gioco è raccontata attraverso filmati in stile fumetto privi però di animazioni e voci. Il giocatore progredisce nel gioco nuotando nel livello e sconfiggendo i nemici, nei vari livelli presenti nel gioco. Ogni volta che Aquaman affronta un nemico, può dare calci e pugni o afferrare i suoi nemici per sconfiggerli. In alcuni livelli, inoltre, il giocatore può pilotare dei veicoli e distruggere sottomarini nemici.

## Sviluppo
L'uscita del gioco è coincisa con il volume esordiente della serie Aquaman della DC Comics, ancora in corso, uscito appunto nel 2003.
Sarebbero dovuto uscire anche le versioni per PlayStation 2 e Game Boy Advance del gioco, poi cancellate date le scarse vendite delle versioni GameCube e Xbox.

## Accoglienza
| Testata                          | Versione | Giudizio |
| -------------------------------- | -------- | -------- |
| Metacritic (media al 31-01-2020) | GC       | 27/100   |
| Metacritic (media al 31-01-2020) | Xbox     | 26/100   |
| Game Informer                    | GC       | 2/10     |
| Game Informer                    | Xbox     | 2/10     |
| GameSpot                         | GC       | 2.3/10   |
| GameSpot                         | Xbox     | 2.3/10   |
| GameZone                         | Xbox     | 4.5/10   |
| IGN                              | GC       | 3/10     |
| Nintendo Power                   | GC       | 1.6/5    |
| OXM (US)                         | Xbox     | 4.1/10   |
| TeamXbox                         | Xbox     | 2.3/10   |
| X-Play                           | Xbox     | [ 12 ]   |
| Maxim                            | GC       | 4/10     |
| Maxim                            | Xbox     | 4/10     |
| The Village Voice                | GC       | 5/10     |

Il gioco ha avuto un'accoglienza assai negativa, stando anche alle recensioni aggregate sul sito web Metacritic.